# Альбеєво
Альбе́єво (рос. Альбеево, башк. Әлбәй) — присілок у складі Чишминського району Башкортостану, Росія. Входить до складу Дурасовської сільської ради.
Населення — 198 осіб (2010; 217 у 2002).
Національний склад:
- башкири — 100 %